# San Agustín
Archeologický park San Agustín je jedním z nejdůležitějších archeologických nalezišť v Kolumbii. Nachází se v departementu Huila v horní části povodí řeky Magdalena, zhruba 520 km jižně od Bogoty. V roce 1995 bylo zařazeno do seznamu světového kulturního dědictví UNESCO. Nachází se zde mnoho náboženských monumentů a megalitických struktur; lokalita patří k největším nekropolím nejen v Latinské Americe, ale i na celém světě.
Park, jehož celková rozloha je 116 ha, sestává ze tří oddělených lokalit - San Agustín, Alto de los Ídolos, Alto de las Piedras.

## Fotogalerie

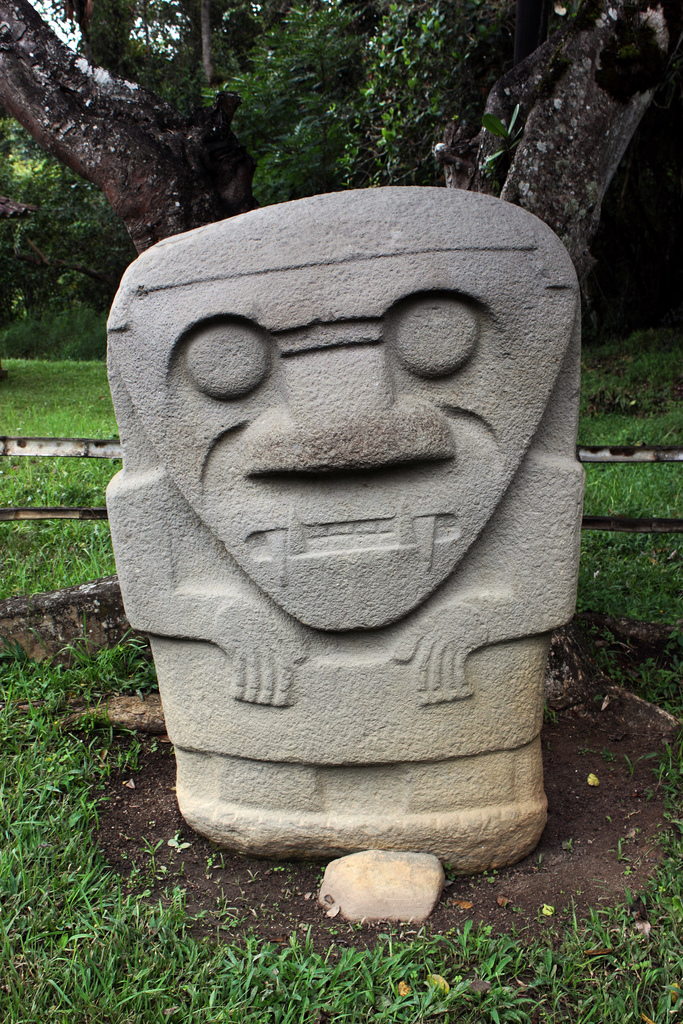
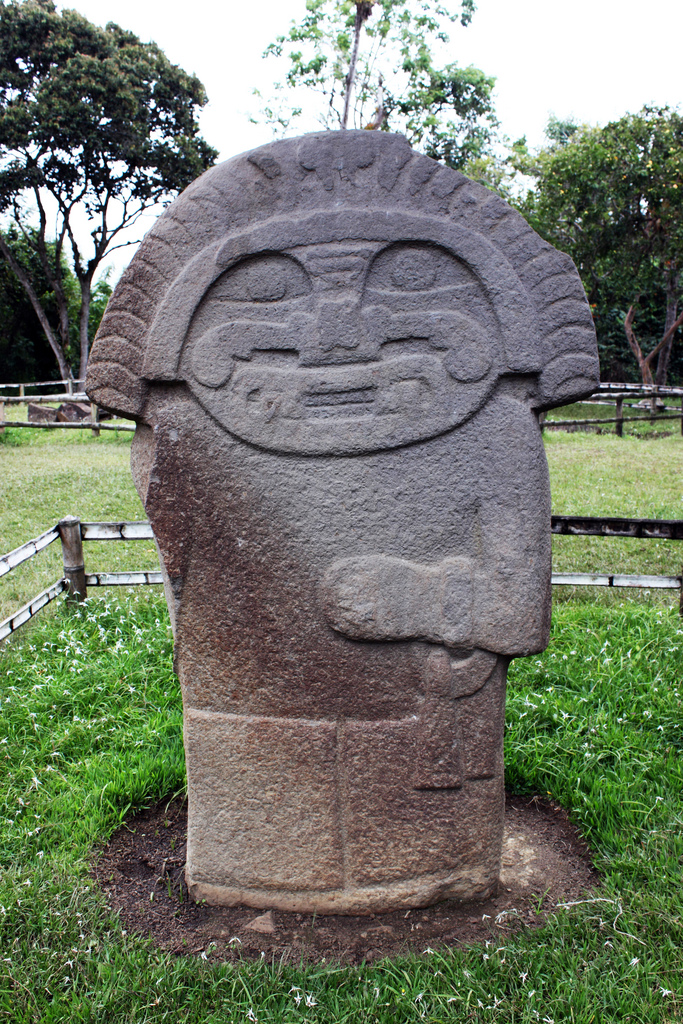
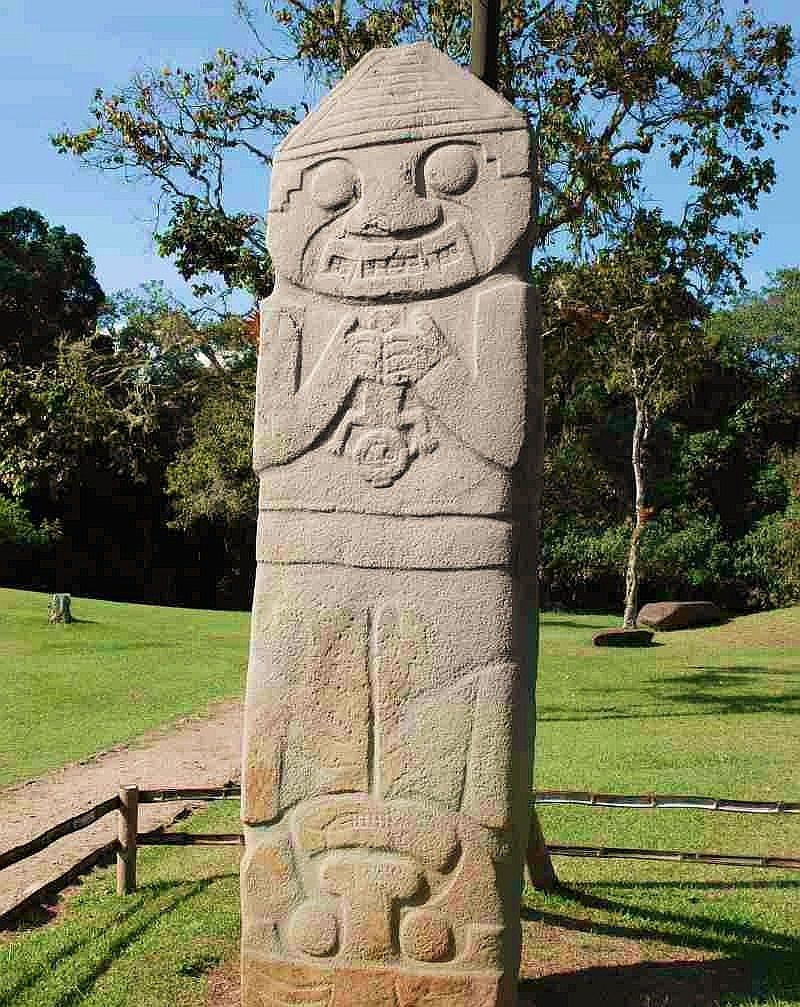
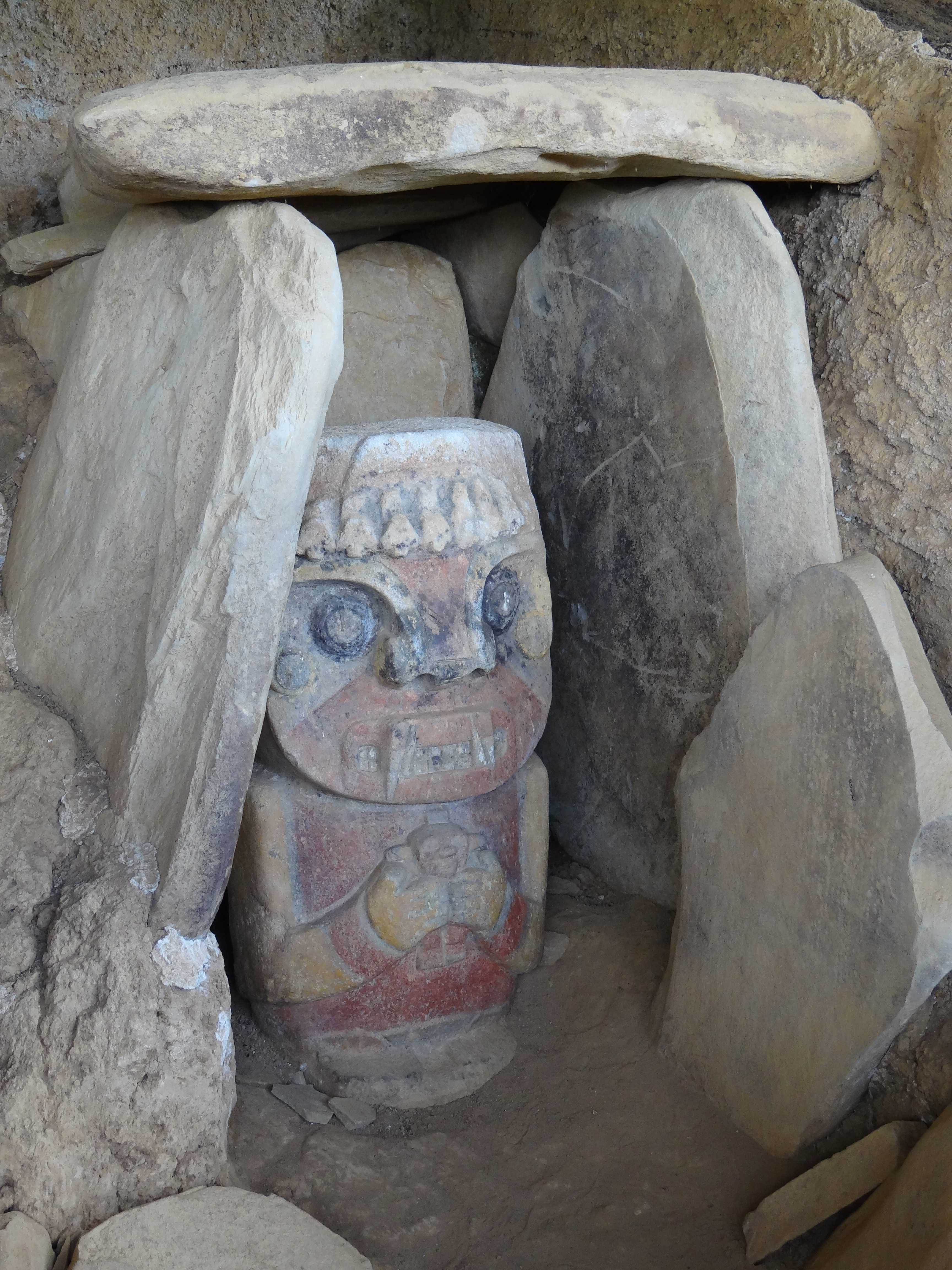